# Boletice
Boletice (německy Poletitz nebo Polletitz) jsou vesnice a část obce Kájov v okrese Český Krumlov v Jihočeském kraji. Nachází v katastrálním území Kraví Hora a leží při jižní hranici vojenského újezdu Boletice, jehož újezdní úřad v Boleticích sídlí. Boletice byly k 1. lednu 2016 z vojenského újezdu vyčleněny, zatímco vlastní katastrální území Boletice, přilehlé k severnímu a východnímu okraji zástavby, jeho součástí nadále zůstává.

## Historie

### Původní Boletice
Jméno vsi je odvozováno od slovanského kmene Boleticů, který zde měl svá sídliště. Boletice ležely na významné křižovatce obchodních stezek, již kolem 12. století byl na kopci vystavěn kostel a na dalším kopci hrad Raziberk. Ještě po polovině třináctého století zůstával zdejší odlehlý újezd korunním majetkem. Václav I. věnoval újezd zvíkovskému purkrabímu Hirzovi. Roku 1263 král Přemysl Otakar II. věnoval újezd nově zakládanému cisterciáckému klášteru Zlatá Koruna. K boletickému statku patřily ještě vesnice Křenov, Kladné, Záhorné a Kájov a vrch Hradiště u Boletic, což mohl být Raziberk. Roku 1281 věnování potvrdil Ota Braniborský a roku 1284 Václav II. V dalším období pod zdejší klášterní velkostatek, kde bylo i sídlo rychty, spadaly vesnice Dolany (Dolern), Býlovice, Podvoří (Podwurst), Beníkovice (Penkelitz), Český a Německý Křenov (Krenau), Záhorkov (Ahorn), Lazec (Losnitz), Dobrkovice (Turkowitz), Kladné (Kladen), Přelštice (Scholsnitz) a Hořičky (Horwitzl), založené převážně cisterciáky. K roku 1293 je první zmínka o zdejší farnosti, roku 1400 pak papež Bonifác IX. kostel spolu s dalšími v okolí inkorporoval ke klášteru.
Za husitských válek se panství zmocnil Oldřich z Rožmberka a roku 1420 se i boletičtí poddaní podíleli na husitském plenění kláštera. Za Vladislava Jagellonského získali práva nad klášterem a držbu většiny jeho statků Vok a Petr z Rožmberka. Roku 1445 podle krumlovských register bylo v Boleticích 26 osedlých, většinou s českými jmény.
Roku 1722 je prvně zmiňována škola poblíž fary, s jedním učitelem. Po zrušení kláštera císařským nařízením z 10. listopadu 1785 koupil klášterní panství v dražbě Jan Nepomuk I. ze Schwarzenbergu a připojil ke krumlovskému panství. V inventáři boletické farnosti z roku 1797 byl uveden i vodovod do fary a školy. Roku 1937 byl kostel elektrifikován a byla opravena jeho střecha. V roce 1921 měly Boletice 56 domů a 394 obyvatel. V roce 1930 zde žilo 412 obyvatel. V letech 1938 až 1945 byly Boletice v důsledku uzavření Mnichovské dohody přičleněny k nacistickému Německu.

### Součást vojenského újezdu
Po druhé světové válce bylo německé obyvatelstvo odsunuto, bezprostředně poté byla oblast začleněna do vojenského újezdu. Ještě v roce 1956 byl kostel opravován, ale pak i on pustl a byl devastován jako všechny zanikající vesnice.
Po roce 2000 vzniklo občanské sdružení Boletice, usilující o záchranu kostela; v červenci 2005 spolu se skotskými dobrovolníky organizovalo úklid v okolí kostela. Uvažovalo se o zpřístupnění oblasti včetně kostelíku pro civilní turistiku. Od 1. července 2006 byly o sobotách, nedělích a státem uznaných svátcích části vojenského újezdu zpřístupněny. V souvislosti s tím bylo ve vojenském újezdu a jeho okolí vyznačeno 75,5 kilometru pěších turistických značených tras a 95 km cyklotras. Přes Boletice (kolem kostela) vede cyklotrasa č. 1254 z Kájova do Horní Plané, v Boleticích se na ni napojuje cyklotrasa č. 1253 z Chvalšin.

### Součást obce Kájov
V roce 2011 navrhlo Ministerstvo obrany ČR optimalizaci vojenských újezdů, v jejímž rámci některé osady včetně Boletic měly být z újezdu do začátku roku 2015 vyčleněny. Vláda o zmenšení újezdu od roku 2015 rozhodla na začátku ledna 2012. V pátek a v sobotu 10. a 11. února 2012 uspořádalo ministerstvo obrany v dotčených osadách anketu o jejich budoucnosti. V okrsku Boletice se vyjádřilo 45 % obyvatel. 78 % hlasujících se vyjádřilo pro připojení osady Boletice připojila k obci Kájov jako její nová místní část.
Následně vzniklo ke dni 7. listopadu 2013 katastrální území Kraví Hora, které bylo vyčleněno z dosavadního katastrálního území Boletice. To zahrnuje mj. prakticky celý intravilán vsi Boletice i s místním kostelem. Na základě zákona č. 15/2015 Sb. pak bylo k 1. lednu 2016 katastrální území Kraví Hora (na němž se nachází mj. sídlo újezdního úřadu) vyčleněno z vojenského újezdu Boletice a připojeno k obci Kájov, zatímco katastrální území Boletice zůstalo i nadále součástí vojenského újezdu. K témuž dni byly na základě výnosu č. 20/2015 Újezdního úřadu Boletice zpřístupněny pro civilní dopravu po silnici z Chvalšin do Boletic, jejíž úsek nadále protíná území vojenského újezdu.

## Obyvatelstvo
| Rok            | 1869 | 1880 | 1890 | 1900 | 1910 | 1921 | 1930 | 1950 | 1961 | 1970 | 1980 | 1991 | 2001 | 2011 | 2021 |
| -------------- | ---- | ---- | ---- | ---- | ---- | ---- | ---- | ---- | ---- | ---- | ---- | ---- | ---- | ---- | ---- |
| Počet obyvatel | 307  | 326  | 326  | 316  | 295  | 304  | 315  | 187  | 0    | 0    | 0    | 0    | 61   | 66   | 77   |
| Počet domů     | 39   | 44   | 43   | 42   | 41   | 42   | 49   | 49   | 0    | 0    | 0    | 0    | 9    | 11   | 14   |

## Obecní správa
Při sčítání lidu v letech 1869–1930 byly Boletice obcí v okrese Český Krumlov (v letech 1869–1910 Krumlov). Při zřízení vojenského újezdu se staly jeho součástí, kterou zůstaly do roku 2015. Od 1. ledna 2016 jsou částí obce Kájov.

## Pamětihodnosti
Na území Boletic na vrchu Olymp asi půl kilometru jihovýchodně od vsi se zachoval kostel svatého Mikuláše, původně románský (zachována sdružená okénka ve věži) přestavovaný goticky. Vznikl jako ohrazený kostel (kostelec) pravděpodobně koncem 12. století; první písemná zmínka o kostele i vsi je z roku 1263. Nyní (2020) je v neutěšeném technickém stavu. Strop kostela byl rekonstruován v roce 1992.
Severně od kostela stávala fara ze 17. století, západně od kostela škola z roku 1722; tyto stavby byly v letech 1969–1970 zbořeny a zůstaly z nich pouze zbytky zdí.
Přes kilometr východně od Boletic je vrch Raciberk či Raziberk (658 metrů) se stopami hradiště Raciberk neboli Hradec, které je chráněnou kulturní památkou.

## Pověst
V Boleticích se za svého života neustále hádali dva tvrdohlaví sedláci. Nesnášeli se. Když zemřeli, byli pohřbeni na místním hřbitově u kostela svatého Mikuláše. Ze hřbitova se však po nocích ozývalo spílání, nadávky a vyhrožování. Boletičtí byli celému kraji pro smích, že mají hádavé nebožtíky. Ani místní farář si s touto situací nevěděl rady, a proto požádal o radu do Říma samotného papeže. Zařídil se podle jeho odpovědi. Kříže na hrobech nebožtíků měly být umístěny zády k sobě. Od té doby byl na hřbitově klid. Hádání ustalo.

## Galerie

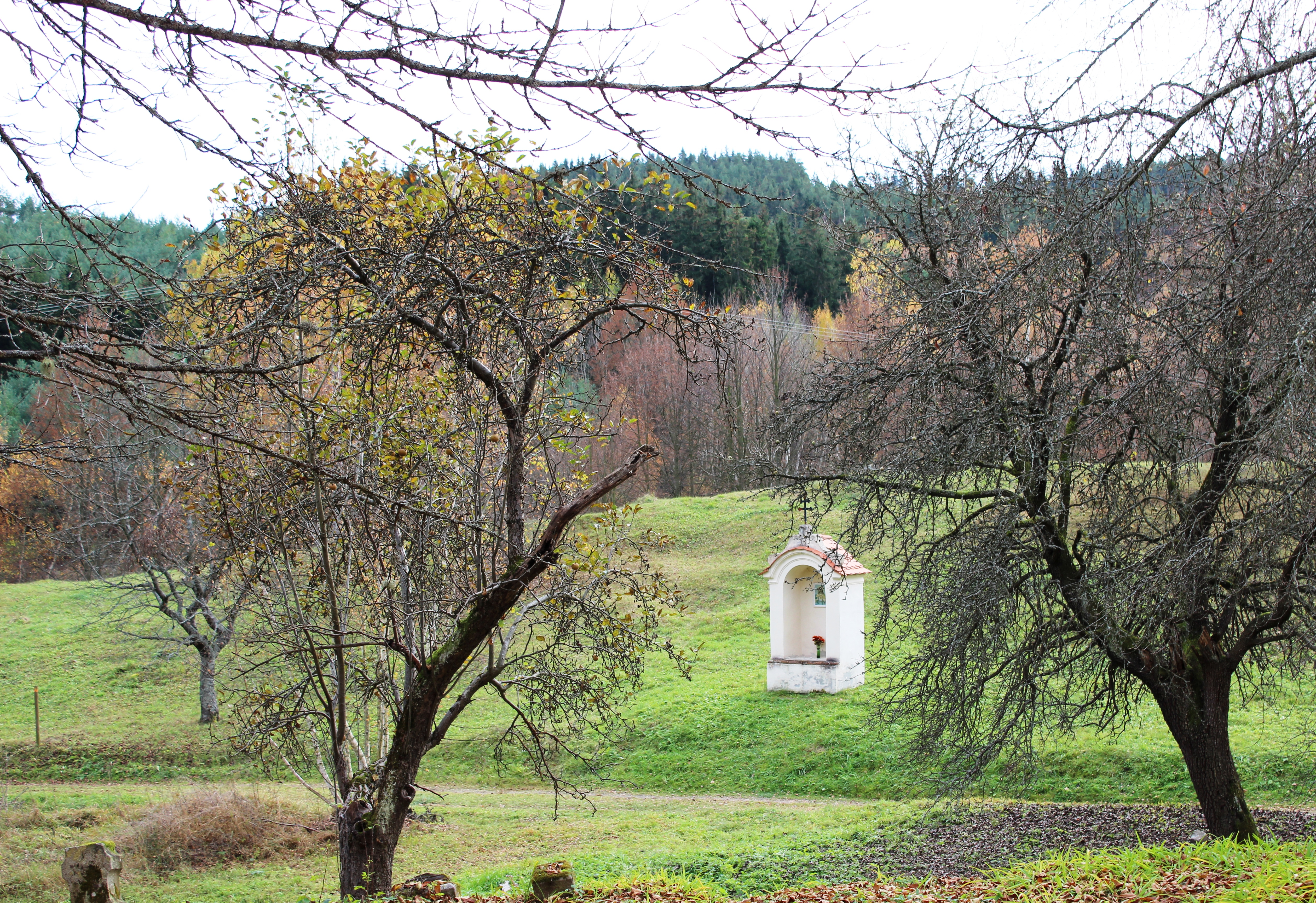
Pohled od kostela svatého Mikuláše
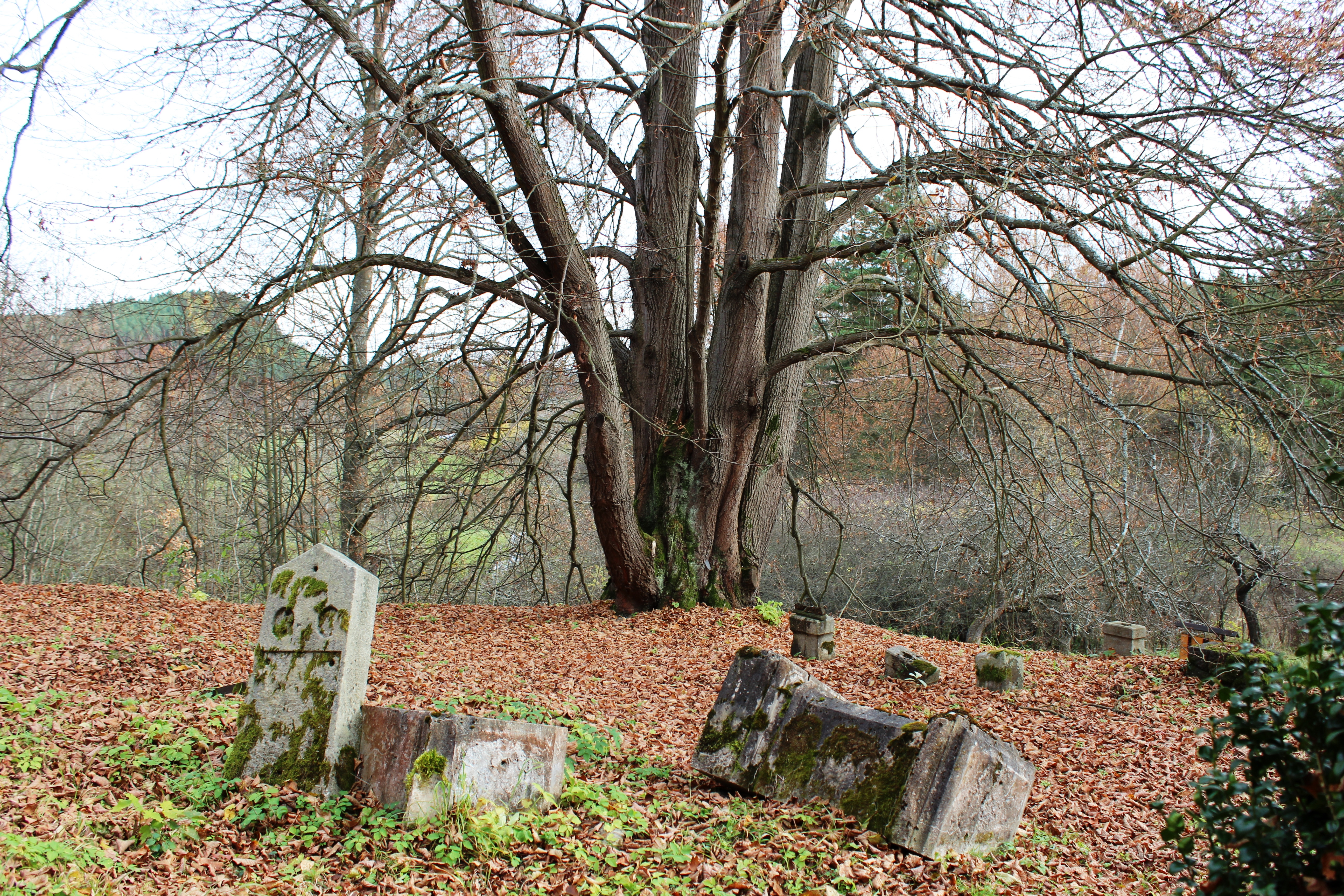
Torza křížů na hřbitově
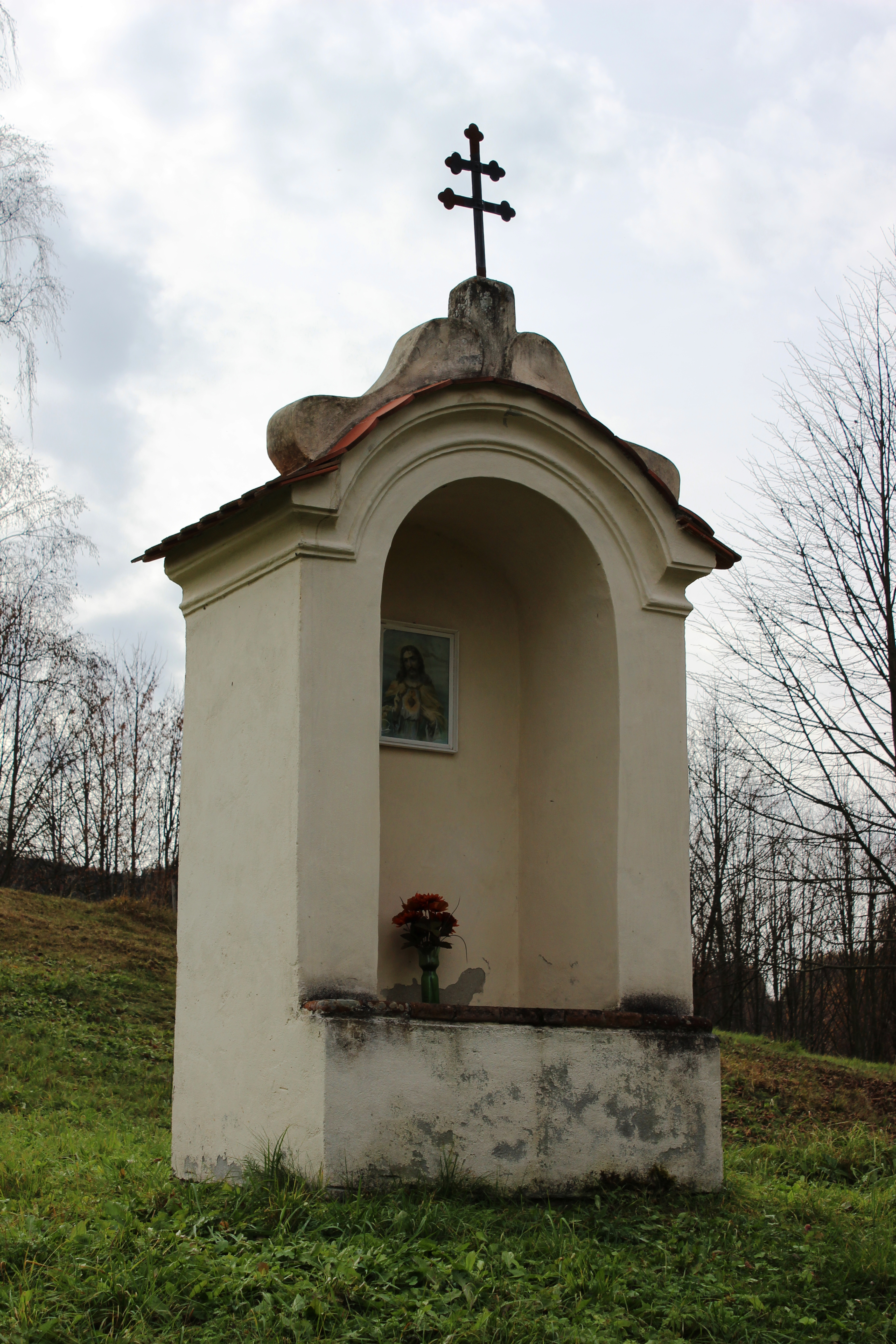
Kaple poblíž kostela
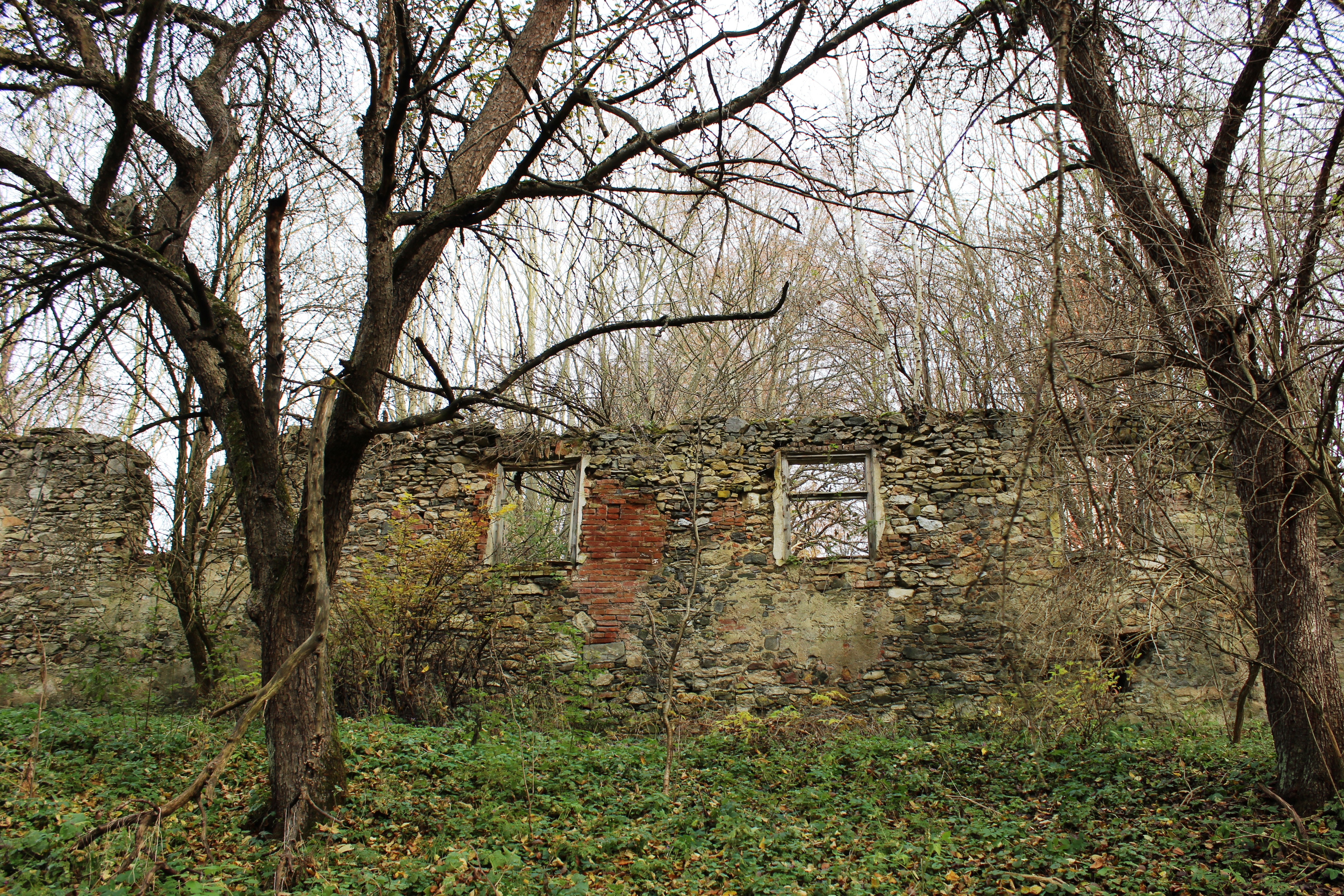
Budova staré školy